# Садомазохизъм
Садомазохизмът е разстройство на сексуалното влечение, класифицирано с код F65.5 в Международната класификация на болестите МКБ-10 на Световната здравна организация и дефинирано като предпочитание към сексуални действия, които включват причиняване на болка, унижение или принуда.
Садизмът се определя като сексуално или несексуално удоволствие от причиняването на болка или унижението на друг човек. Мазохизмът се определя като сексуално или несексуално удоволствие от получаването на болка или унижение. Причината за използването на съставния термин „садомазохизъм“ е, че повечето хора със садистични наклонности имат и мазохистични желания, и обратното. Рядкост са хората, които са само садисти.
Садомазохизмът може да бъде термин от психологията и социологията, когато обозначава сексуални и социални практики, които изглеждат като садомазохистични, но без изричното и пълно съгласие на участващите страни, както е в БДСМ практиките. Тоест става дума за подсъзнателни рефлекси на приемане на мазохистична позиция или несъзнавани стимули за садистично, налагащо се отношение, когато и двете са предизвикани от неприятни и травматични изживявания в детството или по-късно и по този начин са формирали личността. При БДСМ практиките акцентът е в сексуалното удовлетворяване на база на садомазохистични отношения на доминиране, подчиненост и т.н., които обаче са осъзнати и съзнателно приети от двете страни.
Терминът садизъм произлиза от наименованието на френския философ на сексуалността, революционер и писател Маркиз дьо Сад. Терминът мазохизъм произтича от името на австрийския писател и журналист Леополд Фон Захер-Мазох.

## Изследвания
Ток съобщава, че голямото мнозинство от мъжете, които изследвал, не получават пряко задоволяване от използването на сила. Тя е просто механизъм, чрез който се задоволяват различни желания и се постигат различни цели. По малко от 6% от изследваните получават пряко задоволяване от използването на насилие.
Според проучване на извадка от самоопределили се мазохисти по-малко от 9% от мъжете предпочитат изключително доминиращата (садистична) и по-малко от 8% – единствено подчинената (мазохистична) роля. Данните за жените са малко по-различни: по-малко от 7% предпочитат доминиращата роля и повече от 17 % – подчинената роля.

## Психологическа категоризация
И двата термина са измислени от германския психиатър Рихард фон Крафт-Ебинг в неговото изследване от 1866 „Psychopathia Sexualis“. Болката и физическото насилие не са същностни за концепцията на Крафт-Ебинг и той дефинира термина мазохизъм (на немски: „Masochismus“ изцяло в термините на контрол. Зигмунд Фройд, психоаналитик и съвременник на Крафт-Ебинг, отбелязва, че и двете често могат да се намерят в един и същи индивид и двете да се комбинират в две отделни дихотомични същности познати като „садомазохизъм“ (на немски: „Sadomasochismus“), (често съкращавано като S&M или S/M). Това наблюдение обикновено е проверявано и в литературата и в практиката; много садисти и мазохисти определят себе си като „сменящи“ се; способни да получават удоволствие и в другата роля. Обаче трябва да се спомене, (Дельоз, Студенина и жестокост), че съвпадението на садизма и мазохизма в модела на Фройд не трябва да се взима за гаранция. Друг психоаналитик Ерих Фром също разглежда подробно садизма и мазохизма и разграничава: „три вида садистични тенденции, повече или по-малко преплетени помежду си. Едната е личността да подчинява другите на себе си и да упражнява абсолютна и неограничена власт над тях. Втората се проявява не само в импулса да се властва по този абсолютен начин над другите, но и да се експлоатират, да се използват, да се ограбват, да се съсипват, да се присвоява всичко ценно у тях...Третият вид садистична тенденция е желанието да се причиняват страдания на другите или да се наблюдава как се измъчват. Страданието може да е физическо, но често става дума за духовно терзание.“.

## Известни садисти и мазохисти
- Маркиз дьо Сад
- Леополд Фон Захер-Мазох

#### В България
- Лев Главинчев
- Георги Серкеджиев
- Нанка Серкеджиева
- Мирчо Спасов
- Запрян Фазлов (Леваневски)